# Geghard
Pour l’article homonyme, voir Geghard (monastère).
Geghard (en arménien Գեղարդ) est une communauté rurale du marz de Kotayk, en Arménie. Elle compte 470 habitants en 2008.
Le monastère de Geghard est situé sur le territoire de cette communauté.